# I Liceum Ogólnokształcące im. Cypriana Kamila Norwida w Wyszkowie
I Liceum Ogólnokształcące im. Cypriana Kamila Norwida w Wyszkowie – najstarsza szkoła średnia w Wyszkowie, która powstała w 1914 roku. Na początku działało, jako 8-klasowe Gimnazjum Koedukacyjne typu humanistycznego. W maju 1926 roku maturę w placówce zdał Jerzy Różycki – polski matematyk i kryptolog, który był członkiem zespołu rozszyfrowującego kod Enigmy.

## Historia
Placówka rozpoczęła swoją działalność niemal wraz z początkiem I wojny światowej w roku szkolnym 1914/1915, jako Gimnazjum Koedukacyjne typu humanistycznego, liczące 8 klas. Najpierw siedziba znajdywała się przy ul. Kościuszki. Przełomowym okresem dla uczniów był rok 1920. Niektórzy z nich wzięli udział w wojnie polsko-bolszewickiej. Część zmarła. W walkach brał udział również ówczesny dyrektor – Wiktor Fusiecki. Z czasem kompleks rozrósł się o internat, salę gimnastyczną i boisko sportowe.
W 1933 roku gimnazjum o profilu humanistycznym przekształciło się w liceum przyrodnicze. Przy szkole cały czas funkcjonowała drużyna harcerska. Na początku II wojny światowej w 1939 roku salę gimnastyczną zamieniono na szpital polowy, który jednak kilka dni później został zbombardowany przez Niemców. W czasie okupacji niemieckiej prowadzono tajne nauczanie, a wielu uczniów prowadziło działalność w polskim podziemiu niepodległościowym. W 1945 roku szkoła zyskała swój gmach przy ul. 11 Listopada, gdzie mieści się do dziś.
23 maja 1982 roku oficjalnie nadano liceum imię Cypriana Kamila Norwida, który urodził się w pobliskich Głuchach. Po zmianach ustrojowych w Polsce, do przemian doszło także w szkolnictwie. Wprowadzono m.in. lekcje religii i naukę języków obcych innych niż rosyjski. Szkoła zaczęła brać udział w międzynarodowych wymianach uczniowskich. Do tej pory miały miejsce 4 oficjalne zjazdy absolwentów – w 1960, 1994, 2004 i 2014 roku. Na 100-lecie tzw. „Norwida” powstało specjalne Stowarzyszenie, zrzeszające absolwentów szkoły.

## Absolwenci
Źródło:
- Kazimierz Zawisza – emerytowany nauczyciel;
- Jolanta Wiśniewska (z domu Głowacka) i Martyna Busławska – założycielki Wyszkowskiego Teatru Tańca;
- Jerzy Różycki – matematyk, kryptolog, członek zespołu rozszyfrowującego kod Enigmy;
- Bożena Zofia Kachel – poetka;
- Lanberry, właśc. Małgorzata Uściłowska – piosenkarka, autorka tekstów i kompozytorka.